# Herbert Siebenhüner
Herbert Siebenhüner (* 30. März 1908 in Leipzig; † 31. März 1996 in Würzburg) war ein deutscher Kunsthistoriker. Siebenhüner beschäftigte sich vor allem mit italienischer Kunst und Architektur der Renaissance und des Barock.

## Leben
Herbert Siebenhüner studierte zunächst Architektur und wechselte bald zum Fach Kunstgeschichte. Sein Studium in Leipzig, Wien, Freiburg und Frankfurt wurde von mehreren Italienaufenthalten ergänzt, die zur Vorbereitung seiner Promotion dienten. Er wurde 1935 an der Universität Leipzig mit der Dissertation Über den Kolorismus der Frührenaissance, vornehmlich dargestellt an dem ‚trattato della pittura‘ des L. B. Alberti und an einem Werk des Piero della Francesca promoviert.
Im Jahre 1937 nahm Siebenhüner, der Stipendiat an der Villa Romana in Florenz war, die nach Italien emigrierte Bildhauerin Emy Roeder bei sich auf. Von 1940 bis 1945 war Siebenhüner Erster Assistent am Deutschen Kunsthistorischen Institut in Florenz. 1942 wurde er an der Universität Leipzig habilitiert und erhielt eine Dozentenstelle an der Universität Graz zugewiesen. Bereits zum Wehrdienst eingezogen, wurde er im September 1943 nach Florenz zurückgeschickt und war von November 1943 bis Frühjahr 1945 ehrenamtlicher Mitarbeiter beim Deutschen Militärischen Kunstschutz in Italien. 1945 sollte er in Graz den Nachlass von Heinrich von Geymüller bearbeiten, kam aber aufgrund der Kriegswirren dort nie an.
1949 erfolgte seine Umhabilitation an die Universität Bonn, wo er 1952 zum außerplanmäßigen Professor ernannt wurde und 1953 eine Diätendozentur erhielt. 1954 wurde er auf den Lehrstuhl für Mittlere und Neuere Kunstgeschichte der Universität Würzburg berufen und lehrte dort bis zu seiner Emeritierung 1973.

## Veröffentlichungen (Auswahl)
- Über den Kolorismus der Frührenaissance vornehmlich dargestellt an dem „Trattato della pittura“ des L. B. Alberti und an einem Werke des Piero della Francesca. Schramberg 1935 (= Dissertation).
- Deutsche Künstler am Mailänder Dom. München 1944.
- Das Kapitol in Rom. Idee und Gestalt. Kösel, München 1954.
- Der Palazzo Barbarigo della Terrazza in Venedig und seine Tizian-Sammlung (= Centro Tedesco di Studi Veneziani Studien 5). Deutscher Kunstverlag, München u. a. 1981.